# Guido Cristini
Guido Cristini (Guardiagrele, 13 maggio 1895 – Chieti, 19 dicembre 1979) è stato un giudice, politico, faccendiere e militare italiano, deputato, presidente del Tribunale Speciale Fascista dal 1928 al 1932 e, in quanto tale, membro di diritto del Gran consiglio del fascismo.

## Biografia
Guido Cristini, combattente, avvocato, deputato, faccendiere, è stato una delle figure più temute e controverse del ventennio fascista. Fu presidente del Tribunale Speciale Fascista dal 1928 al 1932. Sotto la presidenza di Cristini gli imputati davanti al Tribunale speciale furono 2.362. I condannati 1.725. Gli anni di prigione comminati 8.806. Le condanna a morte 9 e tutte eseguite.

### Origini, famiglia e formazione
Nacque a Guardiagrele da don Nicola Cristini, farmacista, e da Graziella Lanciaprima. Ebbe quattro fratelli: Ebe, Ilde, Luigi detto Gino ed Evelina. Intrapresa da giovane la carriera militare, Guido Cristini partecipa alla guerra del '15-18 come ufficiale dei Bersaglieri. Fu insignito di una medaglia d'argento e di una di bronzo al valor militare come mutilato di guerra, e congedato, il 16 gennaio del 1923, con il grado di tenente, perché dichiarato inabile al servizio militare. Per decorso naturale d'anzianità, arriverà al grado di maggiore dei Bersaglieri in riserva.
Il 4 luglio del 1922 consegue la laurea in giurisprudenza con il massimo dei voti presso la facoltà di Urbino. L'anno dopo apre il suo primo ufficio legale, a Chieti, in via Moricorvo, dopo aver fatto la pratica forense da Nicola Castracane a Roma. Eserciterà l'avvocatura a Chieti e Roma fino a quando entrerà a far parte del Tribunale speciale, prima, in qualità di giudice (novembre 1926-28 aprile 1928), poi, di vicepresidente (28 aprile-27 luglio 1828) e di presidente (27 luglio 1928-28 novembre 1932).
La sera di ferragosto del 1923, nel Palazzo Menna di Palombaro, Guido Cristini festeggia il fidanzamento con Maria Menna, figlia del notabile del paese don Guglielmo e della sorella dell'onorevole Pasquale Masciantonio di Casoli. Cristini sposerà la ragazza nel 1925. Quando si separeranno nel 1936, Donna Maria si trasferirà a Pesaro dai parenti portandosi dietro i due figli Riccardo e Grazia. Nell'ultima fase della sua vita, Cristini vivrà a Chieti con la compagna Adriana Madonna.

### Dal combattentismo al fascismo
Tornato dalla guerra, Cristini nel 1919 fonda la sezione dei combattenti di Guardiagrele.
Il 22 agosto del 1923, approfittando di una visita di Mussolini a Castellamare Adriatico, Cristini riuscì a far deviare il capo del fascismo verso Bocca di Valle, a 5 km da Guardiagrele, con l'intento di fargli ispezionare i lavori in corso per la costruzione dell'ossario della medaglia d'oro Andrea Bafile. Accompagnato dal grande mutilato Pietro dell'Osa e scortato dallo stesso Cristini, Mussolini visionò l'anfratto scavato nella roccia della Majella, realizzato da Sante Cristini, geometra e cugino di Guido, che avrebbe ospitato la salma di Andrea Bafile. All'interno della grotta le decorazioni erano state affidate a Basilio Cascella di Pescara. L'ara, invece, fu realizzata da Felice Giuliante di Pennapiedimonte. La traslazione dell'eroe della Grande Guerra sarebbe stata celebrata il 20 settembre dello stesso anno, dando inizio alla cosiddetta Sagra della Majella cui Cristini lavorò senza risparmiarsi. Un inno al combattentismo senza precedenti; la strada che da Guardiagrele porta a Bocca di Valle fu invasa da circa trentamila persone. Alla giornata del 20 settembre 1920 risale di fatto anche la nascita del Fascio combattimento di Chieti. Da quell'incontro con Mussolini ai piedi della Majella inizia l'ascesa di Cristini al potere.
Nel 1924 viene eletto alla Camera grazie a Raffaele Paolucci e Giacomo Acerbo che lo inserisce nel Listone nazionale (XXVII legislatura, dal 24 maggio 1924 al 21 gennaio 1929). Cristini verrà rieletto consecutivamente per quattro legislature. Nel plebiscito del 1929 (XXVIII legislatura, dal 20 aprile 1929 al 19 gennaio 1934). In quello del 1934 (XXIX legislatura, dal 28 aprile 1934 al 2 marzo 1939). E come consigliere nazionale alla Camera dei fasci e delle corporazioni nel 1939 (XXX legislatura, dal 23 marzo 1939 al 2 agosto 1943). Dell'ultima legislatura fece solo nove mesi prima di essere allontanato da Mussolini con decreto del 14 dicembre del 1939. Alla Camera, l'attività di Cristini fu esigua. Tuttavia, nella storica seduta del 9 novembre 1926, dal suo scranno approvò il disegno di legge Provvedimenti eccezionali per la difesa dello Stato presentato dal ministro Alfredo Rocco. Negli otto articoli presentati, al numero uno, era previsto anche il ritorno della pena capitale in Italia. Nel 1938, Cristini sarà tra i primi firmatari delle leggi razziali.

### Il Tribunale Speciale
A Montecitorio conosce il generale Carlo Sanna che, eletto Presidente del Tribunale Speciale, propone a Mussolini proprio Cristini come giudice di riferimento del Partito. Il 1º febbraio del 1927, alle ore 10, presso la sesta sezione del Tribunale penale di Roma, Cristini partecipa alla prima sessione del Tribunale speciale. Quando nell'estate del 1928 Sanna morirà d'infarto, il giovanissimo Cristini, a soli trentatré anni, il 27 luglio 1928, sarà eletto Presidente del Tribunale speciale ed entrerà, di diritto, nel Gran Consiglio del fascismo. 
Il Tribunale speciale, istituito con la legge 25 novembre 1926 n.2008 e con r.d. 12 dicembre 1926 n.2008 puniva una serie di reati previsti già dal Codice penale del 1889, quelli che andavano sotto il titolo di «Delitti contro la sicurezza dello Stato», e ne introduceva di nuovi (artt. 4 e 5), quali la ricostruzione di associazioni, organizzazioni o partiti disciolti, propaganda e attività antinazionali all'estero. Il Tribunale Speciale applicava nei processi politici la stessa procedura del codice militare per il tempo di guerra. Ripristinava all'art. 1 la pena di morte per chiunque avesse commesso atti contro la vita, l'integrità o la libertà personale del re, del reggente, della regina, del principe ereditario e del capo del governo. L'articolo 3 della stessa legge stabiliva che: «quando due o più persone concertavano di commettere alcuno dei delitti preveduti nei precedenti articoli, sono punite per il solo fatto del concerto, con la reclusione da 5 a 15 anni. I capi, promotori ed organizzatori sono puniti con la reclusione da 15 a 30 anni». La punizione per il reato di solo «concerto» portò alla condanna a morte di Michele Schirru. Il 29 maggio 1931 fu fucilato per aver avuto l'intenzione di uccidere Mussolini. Per Cristini e i giudici in camicia nera alcune bombe trovate in possesso del soggetto non lasciavano dubbi: avrebbe compiuto una strage ai danni di Mussolini. Sulla sentenza scritta da Cristini si legge che «attentare a Mussolini è attentare all'umanità, perché il Duce appartiene all'umanità». Anche il primo condannato a morte dell'Italia fascista fu fatto giustiziare quando Cristini era presidente del Tribunale speciale. Il 18 ottobre del 1928 fu fucilato Michele Della Maggiora. Aveva ucciso due operai fascisti del suo paese perché lo perseguitavano. Il suo processo fu sottratto al giudizio ordinario della Corte di Assise di Lucca e passato al Tribunale speciale. Della Maggiora fu fucilato perché ritenuto colpevole di «strage per attentare alla sicurezza dello Stato».
Cristini come presidente del Tribunale speciale ottiene uno spazioso appartamento sul lungotevere Michelangelo e un altrettanto lussuoso appartamento sul lungotevere Sanzio. La presidenza del Consiglio, del resto, forniva a tutti i giudici del Tribunale speciale un'automobile, la tessera di libera circolazione ferroviaria e pagava a ognuno di loro ragguardevoli indennità di carica. Il famelico Cristini riceve settemila lire al mese, ma pretende l'equiparazione ai presidenti della Corte dei conti, della Cassazione e del Consiglio di Stato. Assedia con lettere e telefonate la segreteria di Mussolini, fino a quando il capo del fascismo lo accontenta facendogli assegnare, per il 1929, un bonus di cinquantamila lire.

### La parabola umana e politica del «giudice nero»
Cristini accumulò fortune e fece incetta d'incarichi insieme ai suoi familiari, a Guardiagrele, dove, tra l'altro, nel 1929 sorse l'ospedale civile «Guido Cristini» a suggellare la sua scalata al potere. Il prefetto di Chieti sentì l'obbligo di avvertire Mussolini, a cui, intanto, arrivavano le delazioni degli informatori del regime, come l'ex tenente colonnello dei carabinieri Luigi Filippi, per denunciare che il presidente Cristini continuasse anche ad accumulare indennità e altri privilegi grazie a false dichiarazioni di servizio. La situazione precipitò in occasione del processo postumo ai complici di Anteo Zamboni, il quindicenne bolognese linciato nel 1926 per aver attentato alla vita del Duce nonostante fosse stato arrestato prima di sparare. Il processo si tenne tra il 5 e il 7 settembre 1928, a Roma, nell'Aula IV del Palazzaccio. Cristini compì un'imperdonabile leggerezza, confidando al gerarca Arpinati di essere riuscito a far condannare i familiari Zamboni, pur estranei all'accaduto, per compiacere Mussolini. Arpinati ne parlò subito con il Duce e questi reagì immediatamente mandando a Cristini l'ultimo biglietto, senza appello: «Invito V.E. a rassegnare le dimissioni dalla carica di Presidente del Tribunale speciale». È il 27 novembre del 1932. Cristini viene retrocesso a vicepresidente della Corporazione vetro. Automaticamente decade anche da componente del Gran consiglio. Lo sostituisce alla presidenza del Tribunale Speciale il conte livornese Antonino Tringali Casanuova. Cristini continua a fare affari e a esercitare l'avvocatura indisturbato, tra Roma e Milano, dal 1934 fino alla fine della guerra, quando l'Alta corte di giustizia per le sanzioni contro il fascismo emise un mandato di cattura contro di lui nell'agosto del 1944.
Cristini si dà alla latitanza per evitare l'arresto, portando con sé il famigerato «dossier segreto Zamboni», prelevato indebitamente dalla cassaforte della presidenza. Si rifugia in Vaticano, dopo una fuga rocambolesca, grazie al rapporto di conoscenza con il principe Marcantonio Pacelli, nipote di Papa Pio XII. Rimase nascosto nelle catacombe di San Callisto a Roma dai Salesiani fino al 14 maggio del 1949.

### L'amnistia Togliatti
Durante la sua latitanza anche Cristini riuscì a beneficiare dell'amnistia Togliatti. «Le migliaia di antifascisti gettati in carcere da Guido Cristini, non possono credere che venga fatta alla democrazia italiana l'offesa di concedere l'amnistia alla jena del Tribunale speciale». C'era scritto così sulla pagina de l'Unità del 27 settembre 1946, e titoli simili furono pubblicati dalle altre maggiori testate. Per gli antifascisti il nome di Cristini era indelebilmente compromesso. «Essere un Cristini» era entrato a far parte dei dispregiativi popolari.
A questo punto Cristini tentò di riprendere a esercitare la professione forense e chiese una nuova iscrizione all'ordine degli avvocati. Dal Consiglio nazionale, alla cui Presidenza era Pietro Calamandrei, giunse tuttavia un rifiuto, il 22 maggio del 1950. Fu questo l'unico castigo che ebbe per essere stato Presidente del tribunale speciale. E così Cristini, trascorso un periodo tra i faraglioni di Capri, se ne tornò libero a Chieti dove nel 1956 aveva comprato un intero attico in via Cesare de Lollis e che, nell'ultima fase della vita, abitò insieme alla compagna Adriana Madonna. Vivrà fino al 19 dicembre 1979, per poi essere seppellito nella cappella della famiglia Madonna, al cimitero di Chieti.